# Scott Duncan
Adam Scott Mattheson Duncan (født 2. november 1888, Dumbarton, Skotland - 3. oktober 1976 i Skotland) var en skotsk fodboldspiller og træner. 
Han skiftede i 1906 til Dumbarton. Han skiftede til Newcastle United i marts 1908 for en transfersum på £150.

## Hæder

### Som spiller
Newcastle United
- First Division: 1908–09
- FA Charity Shield vinder: 1909
- FA Cup vinder: 1910

### Som manager
Manchester United
- Second Division: 1935–36

Ipswich Town
- Division Three South: 1953–54